# Gérard Pleimelding
Gérard Pleimelding est un footballeur français né le 31 mars 1949 à Laxou (Meurthe-et-Moselle). 
Ce joueur évolue comme attaquant dans les années 1970 au début des années 1980. Il est le fils de René Pleimelding et le frère de Pierre Pleimelding.
Il est le meilleur buteur du groupe A de 2e division en 1972 avec Troyes,